# DJ Giuseppe
Luciano Fronti, noto anche con lo pseudonimo di DJ Giuseppe, Jonathan, Giuse, Dj Jeezi, Dj Cola (Milano, 10 maggio 1965), è un conduttore radiofonico e disc jockey italiano.

## Biografia

### Gli inizi della carriera radiofonica
Già nel 1976, assemblando una radio rudimentale si improvvisa dj nell'emittente amatoriale Radio Milano 10. Poco più tardi lavora professionalmente per Radio Break Station e Radio Peter Flowers prima di entrare, nel 1983, nella neonata Radio Deejay, di Claudio Cecchetto, in qualità di tecnico del suono.

### Radio Deejay
I primi periodi del personaggio "Giuseppe" al Deejay Time dei primi anni novanta erano circondati da un intenso alone di mistero. Nelle foto compariva un punto interrogativo e nessuno sapeva quale faccia avesse realmente. Molti fan si recavano in radio o all'Acquafan nelle edizioni estive solo per riuscire a vederlo dal vivo.

In realtà nei primi tempi, al Deejay Time, il nome veniva pronunciato "Giusep" con la "G" iniziale che sembrava quasi una "C".
Partecipando alla parte tecnica e come fonico della trasmissione Deejay Time con il nome di Jonathan, si guadagna la fiducia del conduttore, Albertino (che lo definì "l'animatore dell'animatore", per sottolinearne il ruolo carismatico nel dietro alle quinte della trasmissione). Il segno distintivo di Giuseppe era il suo modo di parlare, caratterizzato da un particolare rapido susseguirsi tra falsetto e voce piena e da una marcata "erre moscia".
La sua voce compare nel programma sotto forma di rapidissime incursioni simili a slogan; più tardi, da quegli slogan nasce il personaggio "Giuseppe" (il cui nome deriva dalla storpiatura goliardica del refrain di un brano musicale), che, da semplice tormentone si guadagna uno spazio autonomo all'interno della trasmissione ed un libro ("La vera storia di Giuseppe", Einaudi Stile Libero) in cui si cercò di dare forma alla mitologia del personaggio. Nello stesso periodo partecipa ad una trasmissione televisiva su Rai Due, I Fanatici Del Libro: "Giuseppe"; riassume ironicamente, al termine delle stesse, le interviste che uomini di cultura concedono ad Albertino.
Il suo personaggio si ritaglia spazi sempre più grandi all'interno del Deejay Time, sino a diventarne ufficialmente, nel settembre 1998, co-conduttore.
Molte le rubriche a cui ha dato vita: le più celebri quella dei test (segmento che diede vita ad un libro, "Il Test-icolo" -Baldini e Castoldi- in cui vennero raccolti i migliori test proposti in onda) e quella in cui impersonava l'inviato di "Cugignolo", parodia della nota trasmissione televisiva "Lucignolo" di Italia 1 e negli interventi "esterni" dalla fantomatica discoteca "il Federica" di Milano.

### Radio 105
Dopo aver lasciato Radio Deejay nel 2005, il disc jockey comincia l'avventura con Radio 105, contemporaneamente al passaggio di bandiera, cambia ufficialmente il suo nome d'arte in "DJ Giuseppe".
Il primo programma targato 105 con il quale ha partecipato è Lo Zoo di 105 con Marco Mazzoli, Fabio Alisei e Leone Di Lernia. Nella trasmissione diventa subito uno dei beniamini del pubblico.
Dall'aprile dello stesso anno, DJ Giuseppe conduce insieme a Marco Galli e Pizza Tutto esaurito, in onda ogni mattina sempre sullo stesso network, per poi, dal 2009, passare alla conduzione di un nuovo programma, 105 Music & Cars, con Alvin e successivamente nel 2016 con Fabiola, sempre su Radio 105, che in quello stesso anno fu il più ascoltato fra tutte le emittenti nella sua fascia oraria.
L'8 maggio 2019, Dj Giuseppe, dopo 13 anni, lascia Radio 105.

### Vicende giudiziarie
Nel 2015 è stato condannato a 6 mesi di reclusione (pena sospesa) per essersi illecitamente identificato come agente di ps ed essersi sintonizzato sulle frequenze della Polizia.